# Ambulantni vozel
Ambulantni vozel je enostaven povezovalni vozel, ki se uporablja za privezovanje vrvi in linij na predmete. Star je od 4000 do 9000 let. Nastane z izdelavo levoročne in nato desnoročne šestice ali obratno. Dve zaporedni šestici iste ročnosti dasta babji vozel. Čeprav se pogosto uporablja za medsebojno povezovanje vrvi, se zaradi potencialne nestabilnosti njegova uporaba v ta namen ne priporoča.

## Uporaba
Ambulantni vozel se uporablja v pomorstvu za podvezovanje in zlaganje jader ter kot eden od ključnih vozlov makramejskih prepletov.
Če ga napravimo s tkanino, je sploščen in se že tisočletja uporablja za povezovanje obvez. Stari Grki, ki so ga uporabljali za povezovanje, so ga imenovali Herkulov vozel (Herakleotikon hamma). V medicini se še danes obširno uporablja. V svoji Naravni zgodovini je Plinij zapisal prepričanje, da se rane celijo hitreje, če so sešite s »Herkulovim vozlom«.
Že od starih časov se uporablja tudi za privezovanje pasov in trakov. Danes ga uporabljajo mojstri borilnih veščin za privezovanje obijev na keikogije.
Ambulantni vozel ima pomembno vlogo v mednarodnem skavtskem gibanju. Upodobljen je na mednarodni članski znački in na številnih skavtskih nagradah.
- Staroegipčanski kip iz ok. 2350 pr. n. št. z upodobitvijo ambulantnega vozla na pasu
- Starogrški nakit iz Pontike (zdaj v Ukrajini), 300 pr. n. št., v obliki ambulantnega vozla
- Weight for weighing gold dust - Knot – MHNT